# 邁克·雅各布斯
邁克·雅各布斯（英語：Michael Jacobs；1991年11月4日—）是一位英格蘭足球運動員，在場上的位置是中場，現時效力英格蘭足球全國聯賽球會切斯特菲尔德。他之前曾效力于德比郡和狼队。

## 榮譽
韋根
- 英甲冠軍：2015/16年；

## 外部連結
- 足球数据库：邁克·雅各布斯的球员统计数据